# مسجد الحاج ميرزا محمد صادق
مسجد الحاج ميرزا محمد صادق هو مسجد تاريخي يعود إلى عصر القاجاريون، ويقع في أصفهان.